# Gérard Sabah
Gérard Sabah, né le 5 janvier 1948 à Paris, est un chercheur français en intelligence artificielle.

## Biographie

### Formation et carrière
Après l'obtention d'un diplôme d'ingénieur de l’École polytechnique (X68), puis un Diplôme d'études approfondies (DEA) d’informatique, en 1972, Gérard Sabah entre au Centre national de la recherche scientifique (CNRS) la même année. En 1985, il est affecté au Laboratoire d'informatique pour la mécanique et les sciences de l'ingénieur (Limsi), à Orsay, et nommé directeur de recherches en 1988. Il démissionne, en 2002, du poste de directeur adjoint du Limsi, où il continue cependant de travailler. Il est, de 2003 à avril 2007, directeur du programme interdisciplinaire Traitement des connaissances, apprentissage et nouvelles technologies de l'information et de la communication (TCAN).
De janvier 2006 à mai 2007, il est directeur adjoint à la Direction de l’information scientifique (DIS) du CNRS. En 2005, il est élu membre titulaire de l'Académie des technologies. Il est également membre d'honneur de l'Association française d'intelligence artificielle (Afia) et membre du Comité européen de coordination pour l'intelligence artificielle (European Coordinating Committee for Artificial Intelligence, ECCAI).
Parallèlement, il mène une activité d'enseignement, à l'École polytechnique, à l'université Paris-VI, à l'université Paris-XI et dans l'industrie. Il a été responsable scientifique de divers projets nationaux.

### Domaines de recherche
Gérard Sabah s'est particulièrement intéressé à la reconnaissance des formes, au traitement automatique des langues, à la communication homme-machine et aux relations entre intelligence artificielle et psychologie cognitive. Il travaille sur le modèle Conscience, automatismes, réflexivité et apprentissage pour un modèle de l'esprit et du langage (Caramel), un modèle général de traitement automatique des langues.

### Vie privée
Gérard Sabah pratique la reliure.